# Abdul Hamid
Abdul Hamid (Bengalí: আব্দুল হামিদ) (Mithamain Upazila, Raj Britànic, 1 de gener de 1944) és l'actual President de Bangladesh després de la mort de Zillur Rahman al març de 2013.

## Presidència
Hamid va ser indicat provisionalment President de Bangladesh el 14 de març de 2013 mentre el president Zillur Rahman estava en hospital de Singapur. Rahman va morir 6 dies després. Després, Hamid va ser triat el 22 d'abril de 2013, sense oposició. Ell va assumir el 24 d'abril del mateix any.

## Vida personal
Hamid és casat i té 3 fills i 1 filla.